# Jamaica a 2004. évi nyári olimpiai játékokon
Jamaica a görögországi Athénban megrendezett 2004. évi nyári olimpiai játékok egyik részt vevő nemzete volt. Az országot az olimpián 4 sportágban 47 sportoló képviselte, akik összesen 5 érmet szereztek.

## Érmesek
| Érem  | Versenyző                                                                      | Sportág  | Versenyszám         |
| ----- | ------------------------------------------------------------------------------ | -------- | ------------------- |
| Arany | Veronica Campbell                                                              | Atlétika | Női 200 m           |
| Arany | Aleen Bailey Veronica Campbell Tayna Lawrence Beverly McDonald Sherone Simpson | Atlétika | Női 4 × 100 m váltó |
| Ezüst | Danny McFarlane                                                                | Atlétika | Férfi 400 m gát     |
| Bronz | Veronica Campbell                                                              | Atlétika | Női 100 m           |
| Bronz | Michelle Burgher Nadia Davy Novlene Williams Sandie Richards Ronetta Smith     | Atlétika | Női 4 × 400 m váltó |

## Atlétika
Férfi

| Versenyző                                                          | Versenyszám     | Előfutam | Előfutam | Előfutam | Negyeddöntő | Negyeddöntő | Negyeddöntő | Elődöntő | Elődöntő | Elődöntő | Döntő            | Döntő            |
| Versenyző                                                          | Versenyszám     | Idő      | Hely.    | Össz.    | Idő         | Hely.       | Össz.       | Idő      | Hely.    | Össz.    | Idő              | Helyezés         |
| ------------------------------------------------------------------ | --------------- | -------- | -------- | -------- | ----------- | ----------- | ----------- | -------- | -------- | -------- | ---------------- | ---------------- |
| Michael Frater                                                     | 100 m           | 10,20    | 2.       | 15.      | 10,11       | 3.          | 8.          | 10,29    | 6.       | 14.      | kiesett          | kiesett          |
| Dwight Thomas                                                      | 100 m           | 10,21    | 2.       | 16.*     | 10,12       | 2.          | 9.**        | 10,28    | 7.       | 11.**    | kiesett          | kiesett          |
| Asafa Powell                                                       | 100 m           | 10,06    | 1.       | 2.       | 9,99        | 2.          | 5.          | 9,95     | 1.       | 1.       | 9,94             | 5.               |
| Asafa Powell                                                       | 200 m           | 20,77    | 4.       | 29.      | 20,23       | 2.          | 4.          | 20,56    | 4.       | 8.       | nem állt rajthoz | nem állt rajthoz |
| Usain Bolt                                                         | 200 m           | 21,05    | 5.       | 40.*     | kiesett     | kiesett     | kiesett     | kiesett  | kiesett  | kiesett  | kiesett          | kiesett          |
| Christopher Williams                                               | 200 m           | 20,57    | 2.       | 11.*     | 20,34       | 4.          | 7.          | 20,80    | 6.       | 13.      | kiesett          | kiesett          |
| Michael Blackwood                                                  | 400 m           | 45,23    | 1.       | 3.       |             |             |             | 45,00    | 2.       | 4.       | 45,55            | 8.               |
| Davian Clarke                                                      | 400 m           | 45,54    | 2.       | 14.      |             |             |             | 45,27    | 2.       | 10.      | 44,83            | 6.               |
| Brandon Simpson                                                    | 400 m           | 45,61    | 2.       | 19.      |             |             |             | 44,97    | 1.       | 2.       | 44,76            | 5.               |
| Richard Phillips                                                   | 110 m gát       | 13,39    | 2.       | 7.***    | 13,44       | 3.          | 12.         | 13,47    | 6.       | 13.      | kiesett          | kiesett          |
| Chris Pinnock                                                      | 110 m gát       | 13,42    | 3.       | 12.      | 13,47       | 4.          | 14.         | 13,57    | 7.       | 15.      | kiesett          | kiesett          |
| Maurice Wignall                                                    | 110 m gát       | 13,30    | 1.       | 5.       | 13,39       | 3.          | 9.**        | 13,17    | 1.       | 2.*      | 13,21            | 4.               |
| Dean Griffiths                                                     | 400 m gát       | 49,41    | 5.       | 21.      |             |             |             | 49,51    | 8.       | 21.      | kiesett          | kiesett          |
| Danny McFarlane                                                    | 400 m gát       | 48,35    | 1.       | 1.       |             |             |             | 48,00    | 1.       | 2.       | 48,11            |                  |
| Kemel Thompson                                                     | 400 m gát       | 48,66    | 1.       | 5.       |             |             |             | 48,25    | 4.       | 9.       | kiesett          | kiesett          |
| Dwight Thomas Patrick Jarrett Winston Smith Michael Frater         | 4 × 100 m váltó | 38,71    | 4.       | 11.      |             |             |             |          |          |          | kiesett          | kiesett          |
| Michael Campbell Michael Blackwood Jermaine Gonzales Davian Clarke | 4 × 400 m váltó | kizárták | kizárták | kizárták |             |             |             |          |          |          | kiesett          | kiesett          |

| Versenyző      | Versenyszám | Selejtező | Selejtező | Döntő    | Döntő    |
| Versenyző      | Versenyszám | Eredmény  | Helyezés  | Eredmény | Helyezés |
| -------------- | ----------- | --------- | --------- | -------- | -------- |
| James Beckford | Távolugrás  | 820 cm    | 4.        | 831 cm   | 4.       |

| Versenyző       | Versenyszám | 100 m | 100 m | Távolugrás | Távolugrás | Súlylökés | Súlylökés | Magasugrás | Magasugrás | 400 m | 400 m | 110 m gát | 110 m gát | Diszkoszvetés | Diszkoszvetés | Rúdugrás | Rúdugrás | Gerelyhajítás | Gerelyhajítás | 1500 m  | 1500 m | Végeredmény | Végeredmény |
| Versenyző       | Versenyszám | Idő   | Pont  | Eredmény   | Pont       | Eredmény  | Pont      | Eredmény   | Pont       | Idő   | Pont  | Idő       | Pont      | Eredmény      | Pont          | Eredmény | Pont     | Eredmény      | Pont          | Idő     | Pont   | Pont        | Helyezés    |
| --------------- | ----------- | ----- | ----- | ---------- | ---------- | --------- | --------- | ---------- | ---------- | ----- | ----- | --------- | --------- | ------------- | ------------- | -------- | -------- | ------------- | ------------- | ------- | ------ | ----------- | ----------- |
| Claston Bernard | Tízpróba    | 10,69 | 931   | 748 cm     | 930        | 14,80 m   | 777       | 212 cm     | 915        | 49,13 | 855   | 14,17     | 953       | 44,75 m       | 762           | 440 cm   | 731      | 55,27 m       | 667           | 4:36,31 | 704    | 8225        | 9.          |
| Maurice Smith   | Tízpróba    | 10,85 | 894   | 681 cm     | 769        | 15,24 m   | 804       | 191 cm     | 723        | 49,27 | 849   | 14,01     | 973       | 49,02 m       | 850           | 420 cm   | 673      | 61,52 m       | 761           | 4:32,74 | 727    | 8023        | 14.         |

Női

| Versenyző                                                                      | Versenyszám     | Előfutam | Előfutam | Előfutam | Negyeddöntő | Negyeddöntő | Negyeddöntő | Elődöntő         | Elődöntő         | Elődöntő         | Döntő   | Döntő    |
| Versenyző                                                                      | Versenyszám     | Idő      | Hely.    | Össz.    | Idő         | Hely.       | Össz.       | Idő              | Hely.            | Össz.            | Idő     | Helyezés |
| ------------------------------------------------------------------------------ | --------------- | -------- | -------- | -------- | ----------- | ----------- | ----------- | ---------------- | ---------------- | ---------------- | ------- | -------- |
| Sherone Simpson                                                                | 100 m           | 11,27    | 2.       | 15.      | 11,09       | 1.          | 3.*         | 11,03            | 2.               | 4.               | 11,07   | 6.       |
| Aleen Bailey                                                                   | 100 m           | 11,20    | 1.       | 9.       | 11,12       | 2.          | 6.          | 11,13            | 3.               | 7.               | 11,05   | 5.       |
| Aleen Bailey                                                                   | 200 m           | 22,73    | 1.       | 9.       | 22,97       | 2.          | 12.         | 22,33            | 2.               | 2.               | 22,42   | 4.       |
| Beverly McDonald                                                               | 200 m           | 22,90    | 2.       | 16.      | 22,99       | 3.          | 13.         | 23,02            | 6.               | 13.              | kiesett | kiesett  |
| Veronica Campbell                                                              | 200 m           | 22,59    | 1.       | 6.       | 22,49       | 1.          | 1.          | 22,13            | 1.               | 1.               | 22,05   |          |
| Veronica Campbell                                                              | 100 m           | 11,17    | 1.       | 7.       | 11,18       | 2.          | 9.          | 10,93            | 2.               | 2.               | 10,97   |          |
| Allison Beckford                                                               | 400 m           | 52,85    | 5.       | 31.      |             |             |             | kiesett          | kiesett          | kiesett          | kiesett | kiesett  |
| Nadia Davy                                                                     | 400 m           | 52,04    | 4.       | 25.      |             |             |             | kiesett          | kiesett          | kiesett          | kiesett | kiesett  |
| Novlene Williams                                                               | 400 m           | 50,59    | 3.       | 6.       |             |             |             | 50,85            | 3.               | 9.               | kiesett | kiesett  |
| Michelle Ballentine                                                            | 800 m           | 2:01,52  | 3.       | 14.      |             |             |             | 2:00,94          | 8.               | 20.              | kiesett | kiesett  |
| Lacena Golding-Clarke                                                          | 100 m gát       | 12,86    | 3.       | 11.      |             |             |             | 12,69            | 3.               | 10.              | 12,73   | 5.       |
| Brigitte Foster-Hylton                                                         | 100 m gát       | 12,83    | 1.       | 8.       |             |             |             | nem állt rajthoz | nem állt rajthoz | nem állt rajthoz | kiesett | kiesett  |
| Delloreen Ennis-London                                                         | 100 m gát       | 12,77    | 2.       | 5.       |             |             |             | 12,60            | 5.               | 6.               | kiesett | kiesett  |
| Patrina Allen                                                                  | 400 m gát       | 56,40    | 6.       | 25.      |             |             |             | kiesett          | kiesett          | kiesett          | kiesett | kiesett  |
| Debbie-Ann Parris                                                              | 400 m gát       | 55,21    | 4.       | 15.      |             |             |             | 54,99            | 7.               | 10.              | kiesett | kiesett  |
| Shevon Stoddart                                                                | 400 m gát       | 56,61    | 5.       | 28.      |             |             |             | kiesett          | kiesett          | kiesett          | kiesett | kiesett  |
| Tayna Lawrence Sherone Simpson Aleen Bailey Veronica Campbell Beverly McDonald | 4 × 100 m váltó | 42,20    | 2.       | 3.       |             |             |             |                  |                  |                  | 41,73   |          |
| Novlene Williams Michelle Burgher Nadia Davy Sandie Richards Ronetta Smith     | 4 × 400 m váltó | 3:24,92  | 2.       | 3.       |             |             |             |                  |                  |                  | 3:22,00 |          |

| Versenyző    | Versenyszám | Selejtező | Selejtező | Döntő    | Döntő    |
| Versenyző    | Versenyszám | Eredmény  | Helyezés  | Eredmény | Helyezés |
| ------------ | ----------- | --------- | --------- | -------- | -------- |
| Trecia Smith | Hármasugrás | 14,65 m   | 7.        | 15,02 m  | 4.       |
| Kim Barrett  | Súlylökés   | 16,45 m   | 27.       | kiesett  | kiesett  |

* - egy másik versenyzővel azonos időt ért el

** - két másik versenyzővel azonos időt ért el

*** - három másik versenyzővel azonos időt ért el

## Sportlövészet
Női

| Versenyző            | Versenyszám | Selejtező | Selejtező | Döntő   | Döntő    |
| Versenyző            | Versenyszám | Pont      | Helyezés  | Pont    | Helyezés |
| -------------------- | ----------- | --------- | --------- | ------- | -------- |
| Dawn Marie Kobayashi | Légpuska    | 383       | 41.       | kiesett | kiesett  |

* - egy másik versenyzővel azonos eredményt ért el

## Tollaslabda
| Versenyző        | Versenyszám | 32-es főtábla                 | Nyolcaddöntő      | Negyeddöntő       | Elődöntő          | Bronz- mérkőzés   | Döntő             | Helyezés |
| Versenyző        | Versenyszám | Ellenfél Eredmény             | Ellenfél Eredmény | Ellenfél Eredmény | Ellenfél Eredmény | Ellenfél Eredmény | Ellenfél Eredmény | Helyezés |
| ---------------- | ----------- | ----------------------------- | ----------------- | ----------------- | ----------------- | ----------------- | ----------------- | -------- |
| Nigella Saunders | Női egyes   | Mia Audina (NED) · 4-11, 1-11 | kiesett           | kiesett           | kiesett           | kiesett           | kiesett           | 17.      |

## Úszás
Férfi

| Versenyző      | Versenyszám | Előfutam | Előfutam | Előfutam | Elődöntő | Elődöntő | Elődöntő | Döntő   | Döntő    |
| Versenyző      | Versenyszám | Idő      | Hely.    | Össz.    | Idő      | Hely.    | Össz.    | Idő     | Helyezés |
| -------------- | ----------- | -------- | -------- | -------- | -------- | -------- | -------- | ------- | -------- |
| Jevon Atkinson | 50 m gyors  | 23,61    | 2.       | 51.      | kiesett  | kiesett  | kiesett  | kiesett | kiesett  |

Női

| Versenyző        | Versenyszám | Előfutam | Előfutam | Előfutam | Elődöntő | Elődöntő | Elődöntő | Döntő   | Döntő    |
| Versenyző        | Versenyszám | Idő      | Hely.    | Össz.    | Idő      | Hely.    | Össz.    | Idő     | Helyezés |
| ---------------- | ----------- | -------- | -------- | -------- | -------- | -------- | -------- | ------- | -------- |
| Alia Atkinson    | 50 m gyors  | 27,21    | 6.       | 44.      | kiesett  | kiesett  | kiesett  | kiesett | kiesett  |
| Alia Atkinson    | 100 m mell  | 1:12,53  | 3.       | 32.      | kiesett  | kiesett  | kiesett  | kiesett | kiesett  |
| Angelia Chuck    | 100 m gyors | 58,33    | 7.       | 39.      | kiesett  | kiesett  | kiesett  | kiesett | kiesett  |
| Janelle Atkinson | 200 m gyors | 2:04,06  | 6.       | 30.      | kiesett  | kiesett  | kiesett  | kiesett | kiesett  |
| Janelle Atkinson | 400 m gyors | 4:20,00  | 5.       | 28.      |          |          |          | kiesett | kiesett  |